# ژیتکوویتسا
ژیتکوویتسا (به صربی: Žitkovica) یک منطقهٔ مسکونی در صربستان است که در گولوباک واقع شده‌است. ژیتکوویتسا ۱۴۲ نفر جمعیت دارد.